# Яхмос (син Ібани)
Яхмес, син Ібани (адмірал Яхмос) — давньоєгипетський вельможа, член династії номархів Нехена (сучасний Ель-Каб). Яхмес відомий тим, що в його гробниці був знайдений напис, який повідомляє про подвиги цього номарха під час фараона Яхмоса I, цей напис містив важливі свідчення про історичні події в часи цього фараона. Майже все, що відомо про цього номарха, вчені дізнались з гробниці Яхмеса.

## Сім'я
Рід Яхмеса був достатньо багатий і походив з XIII династії. Батько Яхмеса займав посаду командуючого флотом. Згідно з написами на стіні гробниці Яхмеса, він був «офіцером за царя Секененра».

## Життя
Яхмес, син Ібани був вельможею нома Нехен. Згідно з написом в його гробниці, він ще юнаком служив на бойовому єгипетському кораблі «Телець». Потім, незабаром після його одруження, Яхмеса перевели у північний флот, під час облоги Аваріса він бився в лавах піхоти поблизу царя. Потім його перевели на корабель «Сяючий в Мемфісі», і він брав участь у битвах на озерах і каналах навколо Аваріса. Яхмес згадує численні нагороди, якими обсипав його цар за вбивство і полон ворогів під час захоплення Аваріса: нагороди складались зі своєрідного давньоєгипетського ордена — «золота хоробрості» — і захоплених ним полонених, відданих йому в рабство.
Після захоплення Аваріса Яхмес взяв участь у захопленні Палестини, він особисто взяв участь у захопленні міста гіксосів Шарухена. Після цього Яхмес взяв участь у низці кампаній Яхмоса I проти Куша (сучасна Нубія) (а також в погромі Тетіана і ще одного бунтівника). За участь в цих кампаніях Яхмес також отримав безліч нагород.
Останній похід за участі Яхмеса був здійснений вже під час правління фараона Тутмоса I, це був азійський похід, який закінчився тим, що єгиптяни дійшли до Євфрата і розпочали бій. Згідно зі спогадами Яхмеса, цього разу він був сам командувачем у битві. Незабаром після цієї битви Яхмес помер.

## Значення для єгиптології
Автобіографічний напис у гробниці Яхмеса мав величезне значення для єгиптології, завдяки йому єгиптологам стало відомо про те, як були остаточно розбиті і вигнані гіксоси, а також про завоювання Яхмосом I Палестини і Куша.
Також завдяки похвальбам Яхмеса про земельні наділи, які подарував йому фараон, єгиптологам стало відомо що Яхмос I у внутрішній політиці заохочував номархів, даруючи їм земельні наділи і таким чином утримуючи їх вірність.